# 小櫃站
小櫃站（日语：／ Obitsu eki */?）是位於千葉縣君津市末吉152號，東日本旅客鐵道（JR東日本）的久留里線車站。

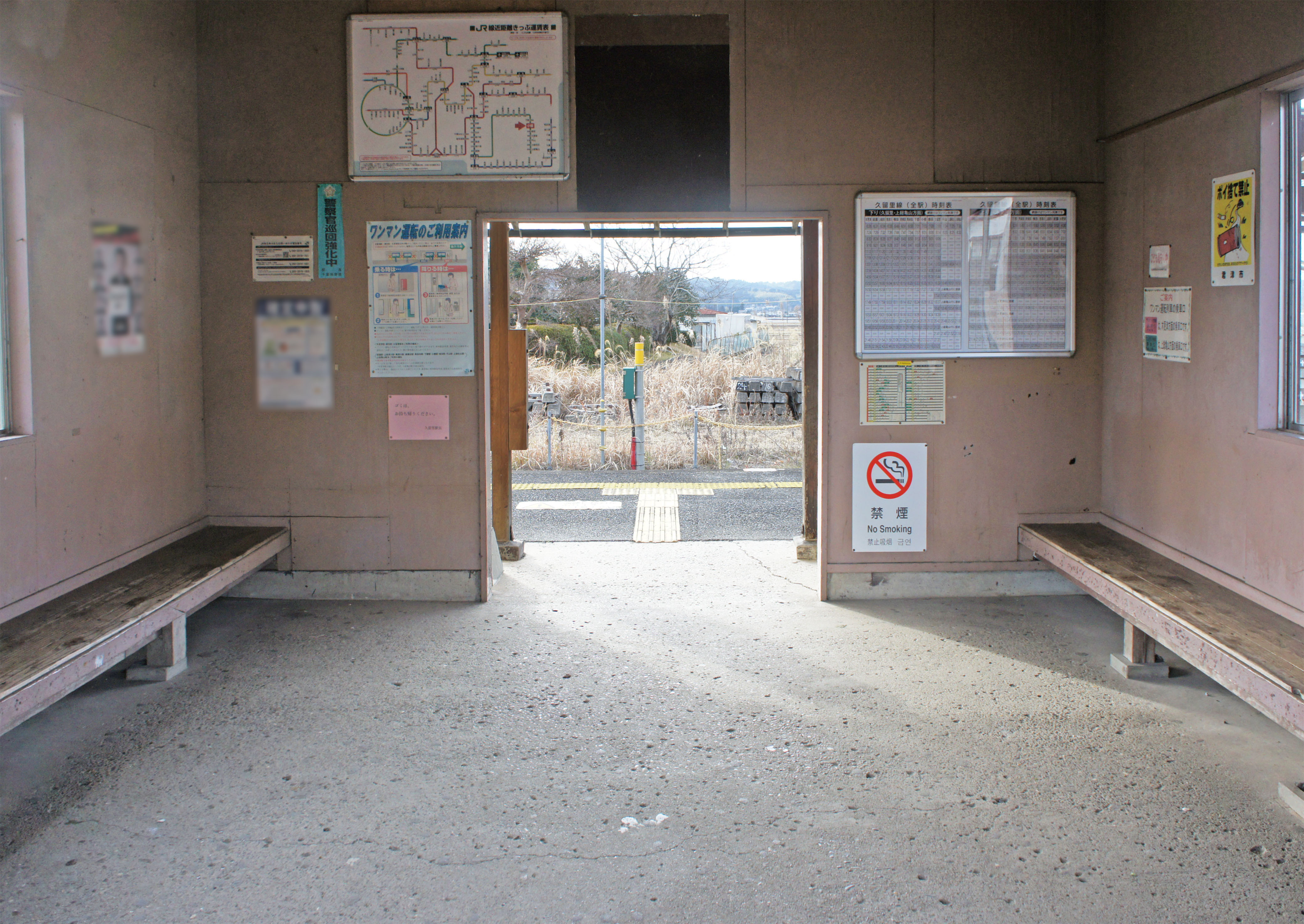
候車室内（2022年1月）

## 歷史
- 1912年（大正元年）12月28日：千葉縣營鐵道（日语：千葉県営鉄道）久留里線車站啟用[1]。當時車站日文讀法為おひつ[1]。
- 1923年（大正12年）9月1日：路線被國有化[1]。同時，車站日文讀法改為おびつ[1]。
- 1968年（昭和43年）10月1日：成為無人車站。
- 1980年（昭和55年）5月：現時的車站大樓開始使用。
- 1987年（昭和62年）4月1日：伴隨國鐵分割民營化，車站由東日本旅客鐵道（JR東日本）營運[1]。
- 2009年（平成21年）3月14日：此站編入至東京近郊區間[2]。

## 車站構造

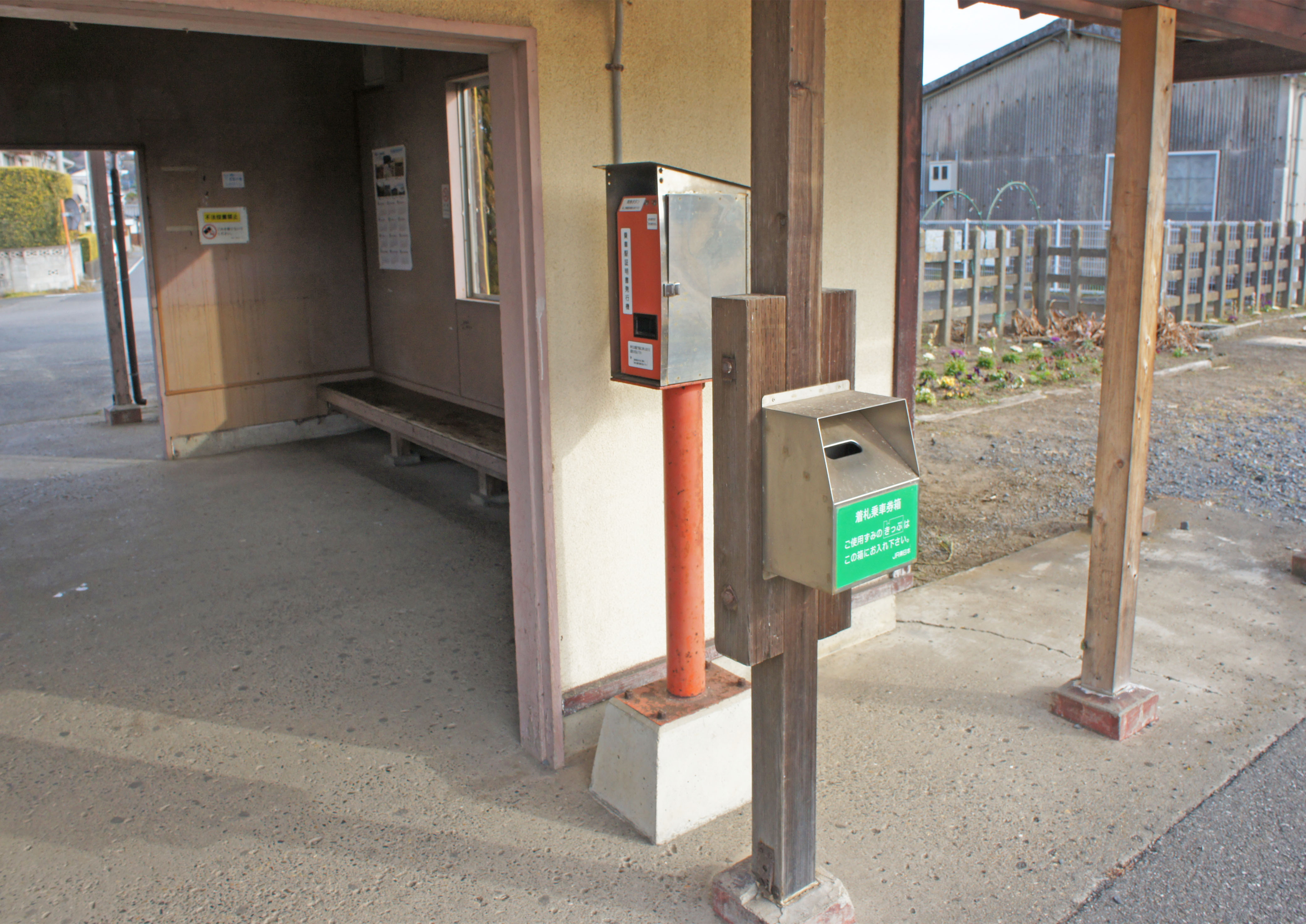
乘車證明發行機（2022年1月）

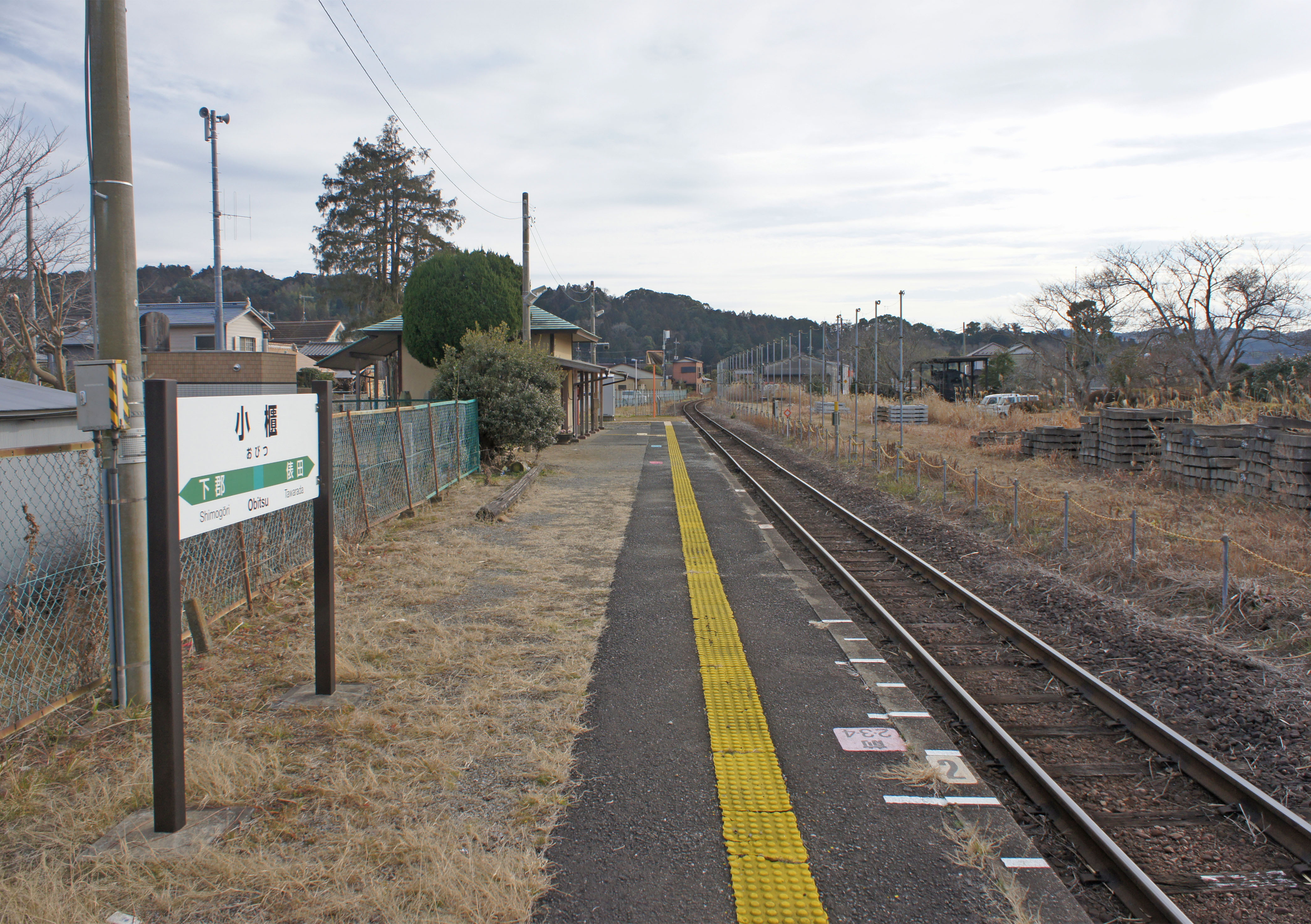
月台（2022年1月）

此站是地面車站，設有1面1線的單式月台。月台可容納4卡車廂。曾經此站設有2面2線的相對式月台，可進行列車交會，當中1面1線已經停用（路軌已經撒走，剩下月台遺蹟）。
此站成為由久留里站管理的無人車站。車站的特徵是設有屋頂的小型簡單站房，大樓在1980年（昭和55年）5月開始使用。此站設有乘車站證明票發行機。
月台和車廂之間設有較大高低差。周邊住民向國鐵千葉動力車勞動組合（動勞千葉）表示焦慮和擔憂。JR東日本表示不會提高月台高度，這是由於高低差合乎規定內。

## 使用狀況
在2006年（平成18年）度1日平均乘車人次為154人，以下為乘車人次變化列表：
| 乘車人次變化       | 乘車人次變化     | 乘車人次變化 |
| 年度               | 1日平均 乘車人次 | 參考資料     |
| ------------------ | ---------------- | ------------ |
| 1990年（平成02年） | 284              | [ * 1 ]      |
| 1991年（平成03年） | 274              | [ * 2 ]      |
| 1992年（平成04年） | 263              | [ * 3 ]      |
| 1993年（平成05年） | 243              | [ * 4 ]      |
| 1994年（平成06年） | 229              | [ * 5 ]      |
| 1995年（平成07年） | 224              | [ * 6 ]      |
| 1996年（平成08年） | 227              | [ * 7 ]      |
| 1997年（平成09年） | 217              | [ * 8 ]      |
| 1998年（平成10年） | 200              | [ * 9 ]      |
| 1999年（平成11年） | 196              | [ * 10 ]     |
| 2000年（平成12年） | 165              | [ * 11 ]     |
| 2001年（平成13年） | 165              | [ * 12 ]     |
| 2002年（平成14年） | 156              | [ * 13 ]     |
| 2003年（平成15年） | 159              | [ * 14 ]     |
| 2004年（平成16年） | 147              | [ * 15 ]     |
| 2005年（平成17年） | 145              | [ * 16 ]     |
| 2006年（平成18年） | 154              | [ * 17 ]     |

## 車站周邊

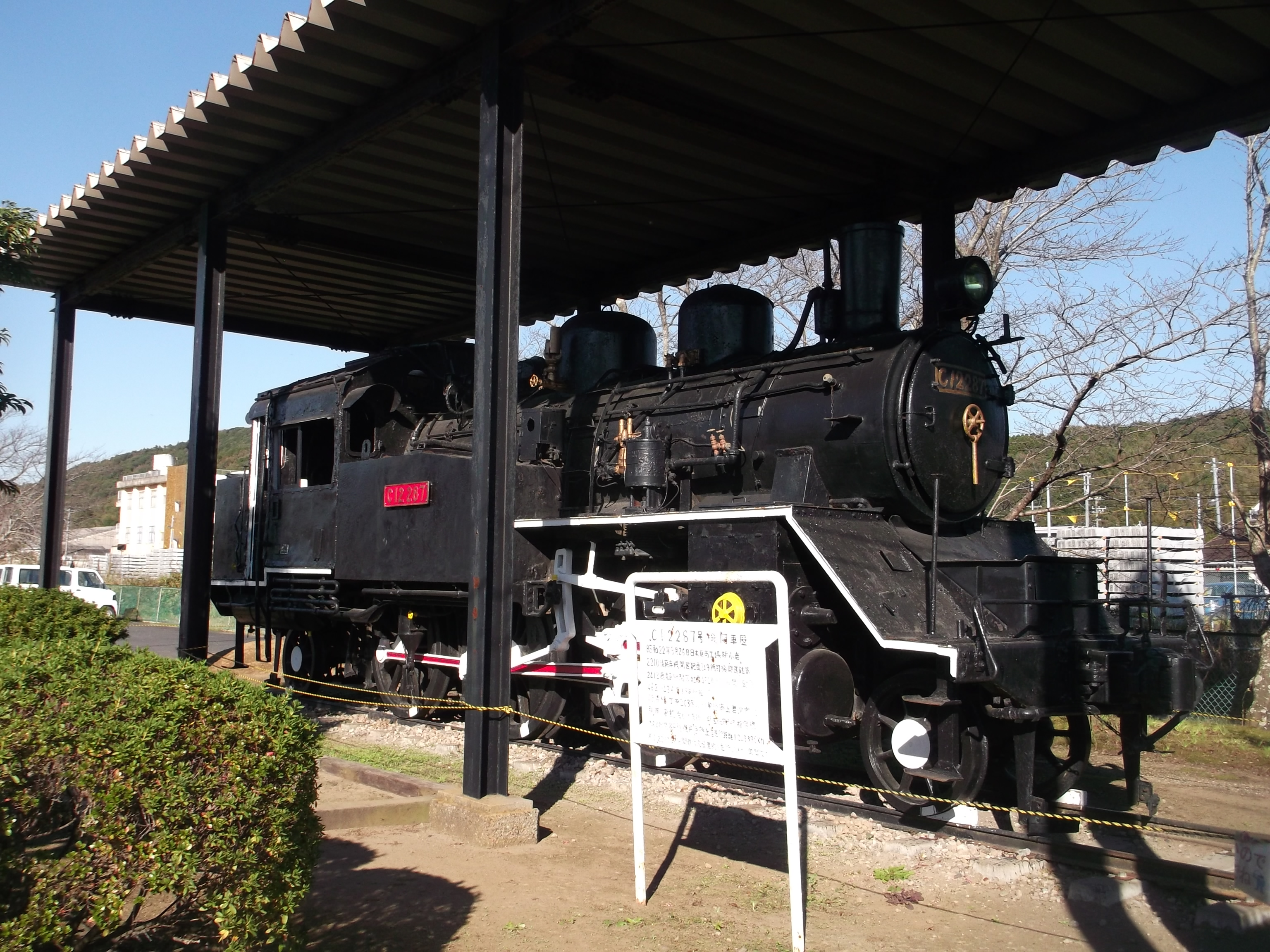
小櫃公民館內保存的日本國鐵C12型蒸汽機車（287號機）

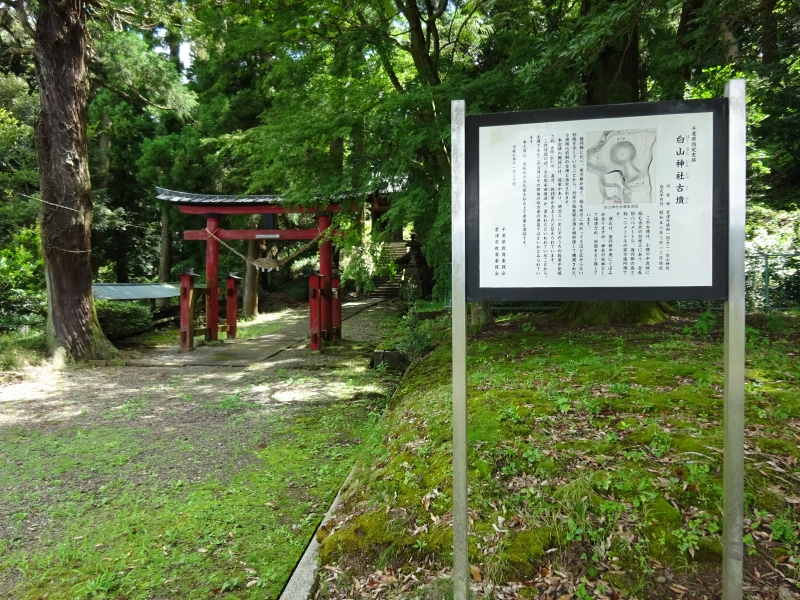
白山神社（古墳）

在離開車站後，向上總龜山出發時，於車窗右邊可看見日本國鐵C12型蒸汽機車287號機。該機車位於小櫃公民館內保存。
- 國道410號（日语：国道410号）
- 千葉縣道23號木更津末吉線（日语：千葉県道23号木更津末吉線）
- 千葉縣道24號千葉鴨川線（日语：千葉県道24号千葉鴨川線）
- 千葉縣道160號加茂木更津線（日语：千葉県道160号加茂木更津線）
- 君津市政廳小櫃行政中心
  - 小櫃公民館
- 小櫃郵局
- 君津市立上總小櫃中學
- 君津市立小櫃小學
- 白山神社（日语：白山神社 (君津市俵田)）（古墳）
- 小戶屋（日语：おどや）小櫃店
- JA君津（日语：JAきみつ）小櫃分店
- JA君津農產物直銷處 味樂圍
- 小櫃體育廣場
  - 君津市老人憩之家末吉 - 即日來回的入浴設施。

## 巴士路線
| 乘車處   | 系統       | 主要途經                               | 目的地                       | 巴士公司              | 備註 |
| -------- | ---------- | -------------------------------------- | ---------------------------- | --------------------- | ---- |
| 小櫃站前 | Axie號     | 木更津金田巴士總站                     | 東京站八重洲出口前、東京鐵塔 | 日東交通 京成巴士     |      |
| 小櫃站前 | 鴨川澀谷線 |                                        | 澀谷Mark City                | 東急運輸 日東交通     |      |
| 小櫃站前 | Ka花生號   | 馬來田站前、瀧澤團地、縣廳             | 千葉站                       | 日東交通 千葉中央巴士 |      |
| 小櫃站前 | Ka花生號   | 久留里站前、龜山、藤林大橋、安房鴨川站 | 龜田醫院                     | 日東交通 千葉中央巴士 |      |

## 相鄰車站
東日本旅客鐵道（JR東日本）
■久留里線
下郡－小櫃－俵田
上述提及，在1937年（昭和12年）至1956年（昭和31年）之間，於此站與下郡站之間曾經設有上總山本站。

## 注腳

### 使用狀況
1. ↑  千葉縣統計年鑑 （页面存档备份，存于）（日語） - 千葉縣

千葉縣統計年鑑
1. ↑  千葉縣統計年鑑（平成3年） （页面存档备份，存于）（日語）
2. ↑  千葉縣統計年鑑（平成4年） （页面存档备份，存于）（日語）
3. ↑  千葉縣統計年鑑（平成5年） （页面存档备份，存于）（日語）
4. ↑  千葉縣統計年鑑（平成6年） （页面存档备份，存于）（日語）
5. ↑  千葉縣統計年鑑（平成7年） （页面存档备份，存于）（日語）
6. ↑  千葉縣統計年鑑（平成8年） （页面存档备份，存于）（日語）
7. ↑  千葉縣統計年鑑（平成9年） （页面存档备份，存于）（日語）
8. ↑  千葉縣統計年鑑（平成10年） （页面存档备份，存于）（日語）
9. ↑  千葉縣統計年鑑（平成11年） （页面存档备份，存于）（日語）
10. ↑  千葉縣統計年鑑（平成12年） （页面存档备份，存于）（日語）
11. ↑  千葉縣統計年鑑（平成13年） （页面存档备份，存于）（日語）
12. ↑  千葉縣統計年鑑（平成14年） （页面存档备份，存于）（日語）
13. ↑  千葉縣統計年鑑（平成15年） （页面存档备份，存于）（日語）
14. ↑  千葉縣統計年鑑（平成16年） （页面存档备份，存于）（日語）
15. ↑  千葉縣統計年鑑（平成17年） （页面存档备份，存于）（日語）
16. ↑  千葉縣統計年鑑（平成18年） （页面存档备份，存于）（日語）
17. ↑  千葉縣統計年鑑（平成19年） （页面存档备份，存于）（日語）

## 外部連結
- 車站資訊（小櫃）：東日本旅客鐵道（日語）